# Ormoy (Essonne)
Ormoy ist eine französische Gemeinde mit 2.896 Einwohnern (Stand: 1. Januar 2022) im Département Essonne in der Region Île-de-France. Sie gehört zum Arrondissement Évry und zum Kanton Mennecy. Die Einwohner werden Ulméens genannt.

## Geographie
Ormoy liegt etwa 32 Kilometer südöstlich von Paris in der Landschaft Hurepoix an der Essonne, die im Norden die Gemeinde begrenzt. Umgeben wird Ormoy von den Nachbargemeinden Villabé im Norden, Corbeil-Essonnes im Nordosten, Le Coudray-Montceaux im Süden und Osten sowie Mennecy im Süden und Westen.
Durch die Gemeinde führt die Autoroute A6.

## Bevölkerungsentwicklung
| Jahr                       | 1962 | 1968 | 1975 | 1982 | 1990 | 1999 | 2006 | 2019 |
| Einwohner                  | 393  | 448  | 708  | 715  | 904  | 1241 | 1685 | 2158 |
| Quellen: Cassini und INSEE |      |      |      |      |      |      |      |      |

## Sehenswürdigkeiten
- Kirche Saint-Jacques aus dem 12. Jahrhundert, seit 1926 Monument historique

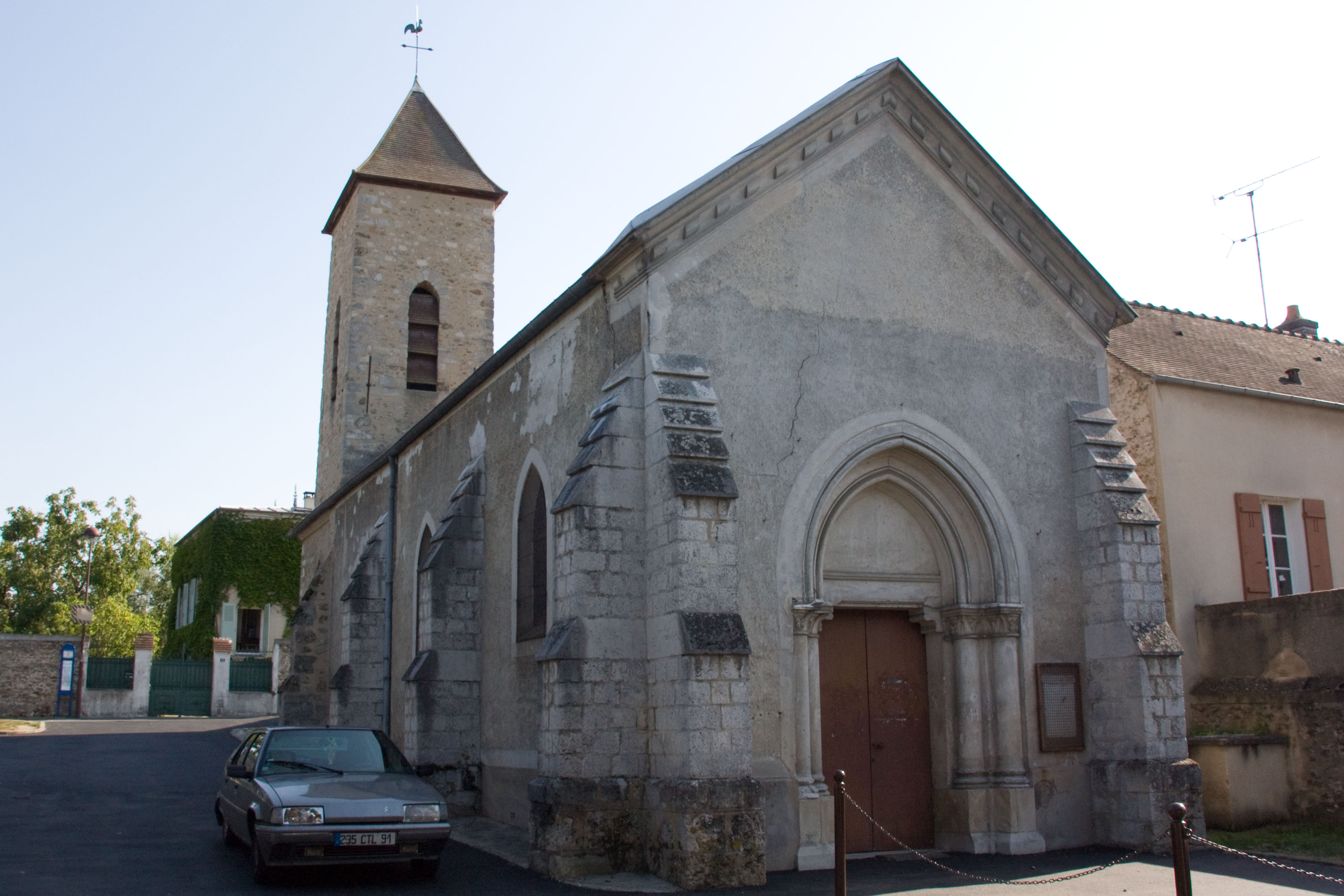
Kirche Saint-Jacques